# Heart of Glass
«Heart of Glass» (с англ. — «Стеклянное сердце») — песня американской рок-группы Blondie.
Появилась в 1975-м году и была более медленной и исполнялась в стиле панк-рок, на что указывает строчка «Soon turned out to be a pain in the ass», которой нет в более поздней версии.
Выпущена в 1978 году на долгоиграющей пластинке Parallel Lines, а также на одноимённой одиночной пластинке. В следующем 1979 году песня заняла первые места как в американском, так и в английском хит-парадах. Авторами песни являются гитарист Крис Стейн и вокалистка Дебби Харри. Песня входит в постоянный репертуар ансамбля и регулярно исполняется на концертах. Стилистически относится к «диско», темп соответствующий (100—120 ударов в минуту). Основная тональность песни — ми-мажор. В студийной записи задействованы следующие музыкальные инструменты: ударная установка, гитара-бас, гитара-соло (электрическая), клавишные электроинструменты и др. На фонограмму песни снят целый ряд видеороликов. В списке 500 величайших песен всех времён по версии журнала Rolling Stone занимает 259-е место. Инструментальную версию композиции представила английская группа «The Shadows», известная, в том числе, своим сотрудничеством с Клиффом Ричардом.
Жители СССР хорошо узнали эту песню в начале 1990-х годов, так как она находилась в тяжёлой ротации в ежедневной утренней телепрограмме «Доброе утро» «Первого канала».

## История
Дебора Харри и Крис Стейн написали раннюю версию «Heart of Glass», названную «Once I Had a Love», в 1974-75 годах. Эта ранняя версия изначально была записана как демо в 1975 году. Песня имела более медленное фанк-звучание с основным диско-ритмом. По этой причине группа назвала её «The Disco Song». Эта оригинальная версия была вдохновлена популярной диско-песней «Rock the Boat» (1974) группы The Hues Corporation. Песня была перезаписана в виде второго демо с тем же названием в 1978 году, когда она была сделана более ориентированной на поп-музыку. Харри сказала, что «„Heart of Glass“ была одной из первых песен, написанных Blondie, но прошли годы, прежде чем мы записали её должным образом. Мы пробовали её как балладу, как регги, но она так и не сработала, и эти тексты не были ни о чём. Они были просто жалобным стоном о потерянной любви». Только когда группа встретилась с продюсером Майком Чепменом, чтобы начать работу над Parallel Lines, Харри вспомнила, что Чепмен «попросил нас сыграть все песни, что у нас были. В конце он сказал: „У вас есть что-нибудь ещё?“ Мы робко сказали: „Ну, вот одна старая вещь“. Ему это понравилось — он подумал, что это увлекательно, и начал фокусировать внимание на этом».
О том, кто именно решил придать песне более ярко выраженный дискотечный оттенок, есть разные воспоминания. В некоторых случаях продюсер Майк Чепмен заявлял, что он убедил Харри и Стейна придать песне диско-уклон. В других случаях Чепмен приписывал идею Харри. Как группа, Blondie и раньше экспериментировали с диско, как в предшественниках «Heart of Glass», так и в кавер-версиях песен, которые группа играла на концертах. Басист Гэри Валентайн отметил, что в сет-лист ранних шоу Blondie часто входили диско-хиты, такие как «Honey Bee» или «My Imagination».
В интервью, опубликованном в выпуске NME от 4 февраля 1978 года, Дебби Харри выразила свою симпатию к евродиско-музыке Джорджо Мородера, заявив, что «оно коммерческое, но хорошее, что-то говорит мне, что это то, что я хочу сделать». Яркий пример такого рода музыкальных экспериментов произошёл, когда Blondie исполнили кавер на песню Донны Саммер «I Feel Love» на концерте Blitz Benefit 7 мая 1978 года. В своей истории нью-йоркского клуба CBGB, музыкальный критик Роман Козак так описал это событие: «Когда Blondie выступали в пользу Johnny Blitz в мае 1978 года, они удивили всех исполнением песни Донны Саммер 'I Feel Love'. Возможно, это было впервые в Нью-Йорке, в разгар великого раскола между роком и диско, когда рок-группа сыграла диско-песню. Blondie записал Heart of Glass, другие группы записали другие танцевальные песни, и родился танцевальный рок».
Песня ассоциирована с жанрами диско и новая волна.
В 2018 году «Heart of Glass» была включена под номером 66 в Британский официальный список лучших песен всех времён (The best-selling singles of all time on the Official UK Chart) с тиражом 1,32 млн копий.
В августе 2020 года авторы песен Дебби Харри и Крис Стайн продали права на песню, как одну из 197 песен Blondie, инвестиционному фонду Hipgnosis Songs Fund.

## Музыкальное видео
Режиссером видеоклипа «Heart of Glass» стал Стэнли Дорфман. Вопреки распространенному мнению, клип не снимался в ночном клубе Studio 54; Крис Стейн сказал, что «в видео есть кадр из легендарной Studio 54, поэтому все думали, что мы снимали видео там, но на самом деле это было в недолго просуществовашем клубе под названием Copa или что-то в этом роде». Видео начинается с видов ночного Нью-Йорка перед тем, как выйти на сцену с Blondie. Затем видео чередуется между крупными планами лица Дебби Харри и снимками всей группы со среднего расстояния. Харри сказала: «Что касается видео, я хотела потанцевать, но они просили нас оставаться неподвижными, пока камеры двигались. Бог знает почему. Может, мы были слишком неуклюжими».
На видео Харри одета в серебряное асимметричное платье, разработанное американским модельером Стивеном Спроусом. Чтобы создать платье, Спроус напечатал изображение телевизионных линий на куске ткани, а затем, по словам Харри, «поместил слой хлопчатобумажной ткани под ним и слой шифона сверху, а затем линии оформления». Популярность песни помогла работе Спроуса привлечь внимание средств массовой информации. Харри также сказала, что футболки, которые использовались участниками группы в видео, были сделаны ею самой.
«Драпированная в прозрачном серебряном платье Sprouse, — резюмировал Крис Нидс, когда писал обзор для Mojo Classic, — Дебби пела сквозь стиснутые зубы, в то время как мальчики скакали с зеркальными шарами». Изучая появление Харри в «невероятно крутом» видео, шотландский музыкант и писатель Пэт Кейн увидел, что она «источала стальную уверенность в своем сексуальном влиянии … Она как Мэрилин искусно упала, и она в самом модном платье, обвитым вокруг неё шелком. Её знаковое лицо показывает проблески интереса на фоне скуки и тоски текста песни». Кейн также отметил, что участники группы дурачились с диско-шарами. В обзоре DVD Greatest Hits: Sound & Vision для издания Pitchfork, Джесс Харвелл написал, что «„Heart of Glass“ может показаться не таким крутым. … но есть светящаяся Дебби Харри, которая придала бы и кипящей спарже эротический заряд, при этом выглядела слишком скучной».

## Список треков и форматов
Великобритания 7» (CHS 2275)
1. «Heart of Glass» (Дебби Харри, Крис Стайн) — 3:54
2. «Rifle Range» (Stein, Ronnie Toast) — 3:37

Великобритания 12" (CHS 12 2275)
1. «Heart of Glass» (Disco Version) (Харри, Стайн) — 5:50
2. «Heart of Glass» (Instrumental) (Харри, Стайн) — 5:17
3. «Rifle Range» (Stein, Toast) — 3:37

Италия 12" (9198 107)
1. «Heart of Glass» (Long Disco-Version) (Харри, Стайн — edited by R. Thorpe) — 9:00
2. «Heart of Glass» (Vocal) (Харри, Стайн) — 5:50
3. «Heart of Glass» (Instrumental) (Харри, Стайн) — 5:20

США 7" (CHS 2295)
1. «Heart of Glass» (Харри, Стайн) — 3:22
2. «11:59» (Jimmy Destri) — 3:20

США 12" (CDS 2275)
1. «Heart of Glass» (Disco Version) (Харри, Стайн) — 5:50
2. «Heart of Glass» (Instrumental) (Харри, Стайн) — 5:17

США 1995 Remix CD (7243 858387 2 9)
1. «Heart of Glass» (Diddy’s Remix Edit) — 3:57 *
2. «Heart of Glass» (Original Single Version) — 3:54
3. «Heart of Glass» (MK 12" Mix) — 7:16
4. «Heart of Glass» (Richie Jones Club Mix) — 8:42
5. «Heart of Glass» (Diddy’s Adorable Illusion Mix) — 7:33

США 1995 Remix CD (7243 882236 2 1)
1. «Heart of Glass» (Diddy’s Adorable Edit) — 3:57
2. «Heart of Glass» (Diddy’s Adorable Illusion Mix) — 7:33
3. «Heart of Glass» (Richie Jones Club Mix) — 8:42
4. «Heart of Glass» (MK 12" Mix) — 7:16
5. «Heart of Glass» (Original 12" Mix) — 5:50 **

- Этот микс идентичен британскому Diddy’s Adorable Edit.
  - Это оригинальная версия 1979 года Disco Version.

## Участие в хит-парадах

### Еженедельные чарты
| Хит-парад (1979)                    | Высшая позиция |
| ----------------------------------- | -------------- |
| Австралия (Kent Music Report)       | 1              |
| Австрия (Ö3 Austria Top 40)         | 1              |
| Бельгия/Фландрия (Ultratop 50)      | 5              |
| Канада (RPM Adult Contemporary)     | 1              |
| Канада (RPM Dance/Urban)            | 1              |
| Канада (RPM Top Singles)            | 1              |
| Финляндия (Suomen virallinen lista) | 11             |
| Германия (GfK)                      | 1              |
| Ирландия (IRMA)                     | 2              |
| Нидерланды (Dutch Top 40)           | 5              |
| Нидерланды (Single Top 100)         | 8              |
| Новая Зеландия (Recorded Music NZ)  | 1              |
| Норвегия (VG-lista)                 | 5              |
| ЮАР (Springbok Radio)               | 2              |
| Швеция (Sverigetopplistan)          | 3              |
| Швейцария (Schweizer Hitparade)     | 1              |
| Великобритания (OCC UK Singles)     | 1              |
| США Billboard Adult Contemporary    | 44             |
| США Billboard Hot 100               | 1              |
| США Billboard Disco Top 80          | 58             |
| США Cash Box                        | 1              |
| США Record World                    | 1              |

## Сертификации и продажи
| Регион | Сертификация  | Продажи    |
| --- | ------------- | ---------- |
| Австралия | —             | 200 000    |
| Канада (Music Canada) | 2× Платиновый | 300 000^   |
| Франция (SNEP) | Золотой       | 652 100    |
| Германия (BVMI) | Золотой       | 500 000^   |
| Великобритания (BPI) | Платиновый    | 1 322 316  |
| США (RIAA) | Золотой       | 1 000 000^ |
| * Данные о продажах приведены только на основе сертификации. ^ Данные о тиражах приведены только на основе сертификации. |               |            |

## Версия Gisele и Bob Sinclar (2014)
В 2014 году бразильская супермодель Жизель Бюндхен вместе с французским музыкальным продюсером и ди-джеем Bob Sinclar в студии звукозаписи записали кавер-версию песни Blondie «Heart of Glass» для H&M.

### Чарты
| Хит-парад (2014)                           | Высшая позиция |
| ------------------------------------------ | -------------- |
| Австрия (Ö3 Austria Top 40)                | 63             |
| Бельгия/Валлония (Ultratip Bubbling Under) | 16             |
| Бельгия/Валлония (Ultratop Dance)          | 35             |
| Франция (SNEP)                             | 31             |
| Германия (GfK)                             | 73             |
| Венгрия (Single Top 40)                    | 31             |
| Польша (Dance Top 50)                      | 28             |
| Испания (PROMUSICAE)                       | 27             |

## Версия Майли Сайрус
Американская певица Майли Сайрус исполнила кавер на песню на музыкальном фестивале 2020 iHeartRadio Music Festival 19 сентября 2020 года. Аудиозапись живого выступления была выпущена на стриминговых сервисах 29 сентября 2020 года, после большого спроса со стороны фанатов.
«Heart of Glass» была включена в её седьмой студийный альбом Plastic Hearts.

### Отзывы
Хантер Харрис из Vulture назвал выступление «гортанным, огромным наслаждением». Кавер вызвал похвалу от самих Blondie, а они заявили в своих социальных сетях: «Мы думаем, @MileyCyrus добилась этого».

### Список треков и форматов
| №  | Название                                               | Длительность |
| -- | ------------------------------------------------------ | ------------ |
| 1. | «Heart of Glass» (Прямой эфир с iHeart Music Festival) | 3:33         |

| №  | Название                                                                      | Длительность |
| -- | ----------------------------------------------------------------------------- | ------------ |
| 1. | «Heart of Glass» (Прямой эфир с музыкального фестиваля iHeart Music Festival) | 3:33         |
| 2. | «Midnight Sky»                                                                | 3:43         |

### Чарты
| Хит-парад (2020)                       | Высшая позиция |
| -------------------------------------- | -------------- |
| Мир (Billboard Global 200)             | 150            |
| Канада (Billboard Canadian Hot 100)    | 86             |
| Ирландия (IRMA)                        | 17             |
| Новая Зеландия (RMNZ)                  | 11             |
| Великобритания (OCC UK Singles)        | 38             |
| США (Billboard Bubbling Under Hot 100) | 24             |
| США (Billboard Digital Song Sales)     | 43             |